# 石川県立大聖寺実業高等学校
石川県立大聖寺実業高等学校（いしかわけんりつ だいしょうじじつぎょうこうとうがっこう、英: Ishikawa Prefectural Daishoji Vocational High School）は、石川県加賀市熊坂町にある公立の実業高等学校。通称は「実高（じっこう）」、他に「大実（だいじつ）」、「聖実（せいじつ）」。

## 設置学科
- 機械システム科
- 情報ビジネス科

## 概要
加賀市の中心部「大聖寺」地区にあり、JR大聖寺駅より南西の小高い丘に校舎は位置する。
霊峰白山を遥かに望み、石川県の県鳥「イヌワシ」を抽象化しその中に「大」と「実」を構成する校章から、高い視野にたって、 自然界の厳しさの中を力強く生き抜く、基本的生活習慣を確実に身に着けた、社会に求められる専門高校生の育成に向けて、教職員、地域社会が一丸となって取り組んでいる。

## 沿革

### 経緯
1965年（昭和40年）9月に大聖寺高等学校から商業科3学級が分離独立し、熊坂町の小高い丘の上に創設され、1968年（昭和43年）度に機械科2学級が併設され、その後、幾多の学科改編やクラス数の増減を経て、現在は、機械システム科2学級、情報ビジネス科1学級を設置する、2014年（平成26年）11月に創立50周年を迎えた石川県内唯一の実業高等学校である。

### 年表
- 1965年（昭和40年）- 大聖寺高校商業科3学級が分離独立する形で大聖寺実業高校設立。
- 1968年（昭和43年）- 機械科2学級を新設。
- 1969年（昭和44年）- 機械科1学級を自動車科に改編。
- 1989年（平成元年）- 機械科・自動車科を電子機械科2学級に改編。
- 1992年（平成4年）- 商業科を2学級とし商業科1学級を情報・デザイン科2学級に改編。
- 1994年（平成6年）- 情報・デザイン科2学級を情報ビジネス科1学級と情報デザイン科1学級に改編。
- 1996年（平成8年）- 商業科の募集を停止。
- 2008年（平成20年）- 情報デザイン科の募集を停止。
- 2020年（令和2年）- 電子機械科の募集を停止し、機械システム科の募集を開始。
- 2024年（令和6年）1月1日 - 令和6年能登半島地震の揺れで、電気実習室の天井ボードの一部が崩落する被害を受ける[1]。

## 部活動
- 運動部 - 野球、バレーボール、陸上競技、弓道、バドミントン、バスケットボール、ソフトテニス、卓球、柔道
- 文化部 - 吹奏楽、美術・写真、商業、茶華道、メカトロ、ボランティア（大実触れ合い隊）

## 教育方針
真理と正義を愛し、知性をみがき個性の伸長に務め、人間性豊かで たくましい産業人を育成する。
- 社会に貢献する意識の醸成
- 個性や創造性の尊重
- 心豊かな人格の形成
- 健康と体力の増進

## 校歌
作詞：深田久弥、作曲：三村精一

## 所在地
〒922-8515 石川県加賀市熊坂町ヲ77番地

## アクセス
- ハピラインふくい線・IRいしかわ鉄道線大聖寺駅 徒歩約15分
- 北陸自動車道 加賀IC 車で約5分

## 著名な関係者

### 出身者
- ダンディ坂野 - お笑いタレント
- 柏崎刀翔 - アマチュアボクシング選手